# Wells Fargo
Wells Fargo este o bancă americană, listată pe New York Stock Exchange, a cărei capitalizare era de peste 125 miliarde USD în decembrie 2008). Compania a fost fondată în anul 1852 de către Henry Wells și William Fargo, cu numele de Wells, Fargo & Co, având ca obiect de activitate servicii bancare și de curierat.
La sfârșitul anului 2008, banca avea 11.165 de sucursale și 12.359 de ATM-uri.
În octombrie 2008, Wells Fargo a preluat banca americană Wachovia pentru suma de 15,1 miliarde USD.
Număr de angajați în 2008: 281.000
Valoare active în 2008: 1,3 trilioane USD

## Controverse
În septembrie 2016, banca a concediat 5,300 de angajați implicați într-o schemă de creare de noi conturi bancare pentru clienții deja existenți, fără aprobarea acestora, în scopul atingerii țintelor de vânzări.
Angajații au creat astfel 2 milioane de asemenea conturi false.